# Bandera de Vilallonga de Ter
La bandera oficial de Vilallonga de Ter (Ripollès) té el següent descripció:
Bandera apaïsada de proporcions dos d'alt per tres de llarg, groga, amb el castell obert blau clar de l'escut situat sobre el segon, tercer i quart dotzens horitzontals i els segons i tercers novens verticals del drap; la segona meitat horitzontals, amb tres faixes ondanades de sis crestes blava, blanca i blava; les blaves cadascuna de gruix 1/30 de l'alçària del drap, ocupen el primer i el quart dotzens d'aquesta segona meitat i la blanca els segon i tercer.
Hi ha dues tonalitats de blau a la bandera: el castell és més clar que les franges ondades. El castell fa referència al Castell de Catllar, documentat des del 1070. La faixa ondada representa al riu Ter.
Va ser aprovada el 28 de setembre de 1994 i publicada en el DOGC el 26 d'octubre del mateix any amb el número 1964.